# Roborace
Roborace est une future discipline de compétition automobile composée de voitures de course électriques autonomes (sans pilote). Le championnat aura lieu sur les mêmes circuits urbains que la Formule E.
Il était initialement prévu que la première course se disputerait durant la saison 2016-2017 de Formule E mais seules des démonstrations avaient eu lieu jusqu'alors, comme à Paris le 20 mai 2017. Le but in fine est de précéder chaque épreuve de Formule E. Le dirigeant du projet vise un lancement du championnat pour 2019.
C'est en 2019 que la première épreuve a lieu en Espagne, sur le circuit de Monteblanco, mais ne donne pas de suite à d'autres compétitions dans la même année. Depuis, les courses ne font pas partie d'un réel championnat et sont davantage des événements de démonstration.

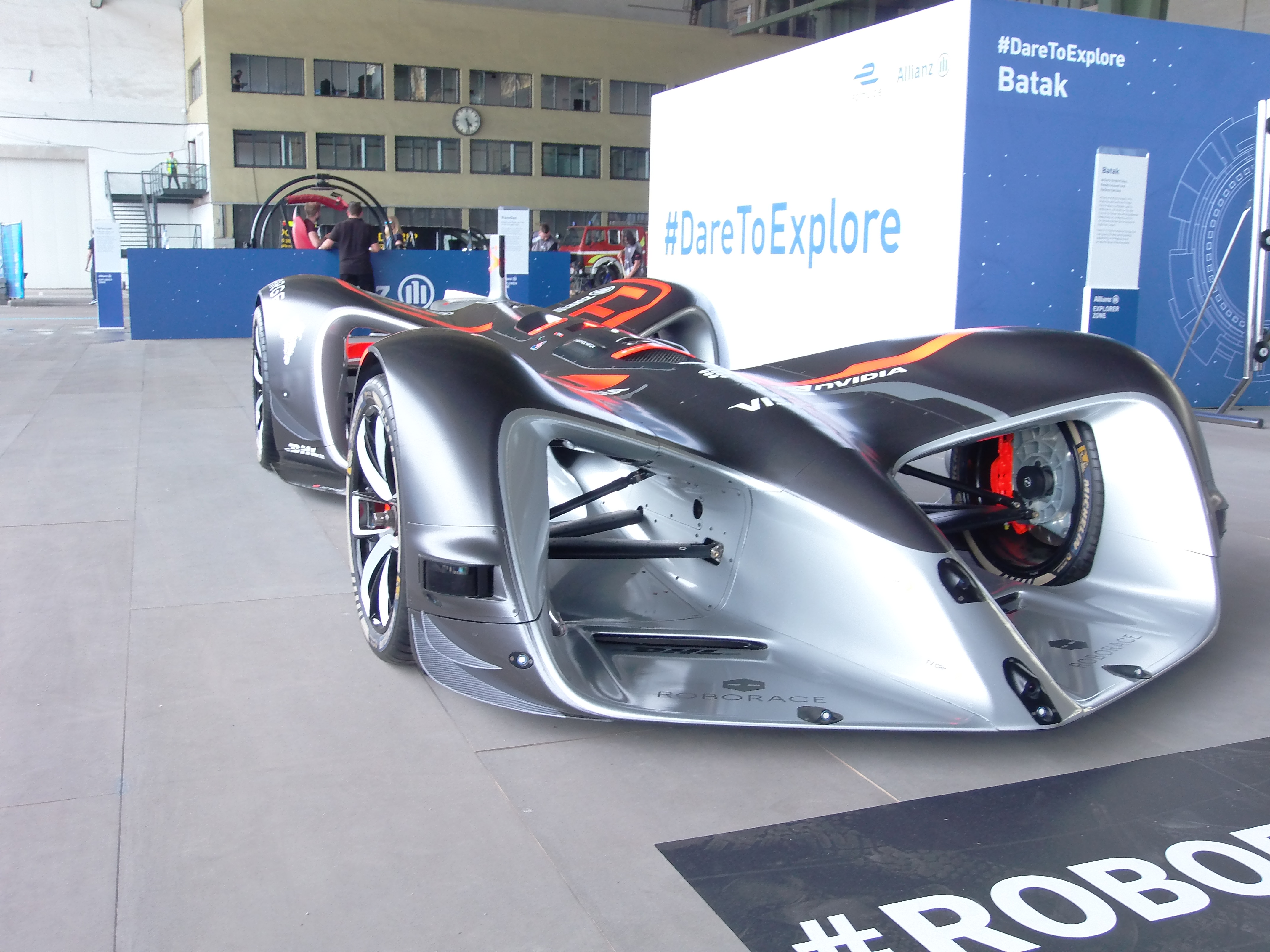
Un véhicule de démonstration Robocar en exposition au ePrix de Berlin 2017.